# Pristimantis incertus
Espèce
Synonymes
- Hylodes incertus Lutz, 1927
- Eleutherodactylus incertus (Lutz, 1927)
- Hylodes anonymus Lutz, 1927
- Eleutherodactylus anonymus (Lutz, 1927)

Statut de conservation UICN

 DD  : Données insuffisantes
Pristimantis incertus est une espèce d'amphibiens de la famille des Craugastoridae.

## Répartition
Cette espèce est endémique de l'État de La Guaira au Venezuela. Elle se rencontre dans les environs de La Guaira à environ 500 m d'altitude dans la cordillère de la Costa.

## Publication originale
- Lutz, 1927 : Notas sobre batrachios da Venezuela e da Ilhade Trinidad. Memorias do Instituto Oswaldo Cruz, vol. 20, p. 35-65 (texte intégral).